# Dan Racoțea
Dan Emil Racoțea, más conocido como Dan Racoțea, (Brașov, 21 de julio de 1995) es un jugador de balonmano rumano que juega de lateral izquierdo en el NMC Górnik Zabrze. Es internacional con la selección de balonmano de Rumania.

## Palmarés

### Dinamo Bucarest
- Liga Națională (3): 2022, 2023, 2024
- Copa de Rumania de balonmano (2): 2022, 2024

## Clubes
- Rom Cri Brașov (2012-2013)
- CSM București (2013-2014)
- Orlen Wisła Płock (2014-2019)
- MKB Veszprém (2019-2020)[2]
- C' Chartres MHB (2019-2020) (cedido)
- Bidasoa Irún (2020-2021)[3]
- Dinamo Bucarest (2021-2024)
- NMC Górnik Zabrze (2024- )